# Ганс-Йоахім фон Меллентін
Ганс-Йоахім Вільгельм Ернст фон Меллентін (нім. Hans-Joachim Wilhelm Ernst von Mellenthin; 25 березня 1887, Шліфельбайн — 12 червня 1971, Кіль) — німецький офіцер-підводник, фрегаттен-капітан крігсмаріне. Кавалер ордена Pour le Mérite.

## Біографія
Представник давнього роду спадкових військовиків. Син районного судді Антона фон Меллентіна і його дружини Антонії, уродженої Гаккерт.
1 квітня 1906 року вступив на флот. На початку Першої світової війни служив інструктором 1-ї торпедної дивізії. 23 серпня 1914 року направлений в Османський флот і 6 вересня призначений торпедним офіцером на торпедному крейсері «Берк-і Сатвет», на борту якого взяв участь в обстрілі Новоросійська 29 жовтня 1914 року, внаслідок чого були пошкоджені декілька російських і 1 британський корабель, а потім — в охороні військових транспортів. ПІсля того, як 2 січня 1915 року корабель підірвався на російській міні й був на тривалий час виведений з ладу, Меллентін став командиром турецького торпедоносця.
У серпні 1915 року переведений в підводний флот, пройшов підготовку в училищі підводників і на підводному човні SM UB-11. З 29 серпня 1916 по 8 квітня 1917 року — командир SM UB-43, з 28 червня 1917 по 12 червня 1918 року — SM UB-49. Всього за час бойових дій потопив 57 кораблів загальною водотоннажністю 154 619 тонн і пошкодив 7 кораблів (31 556 тонн). З 31 серпня 1918 року — командир підводного крейсера SM U-120, на якому встиг здійснити лише декілька випробувальних походів.
18 листопада 1918 року переданий у розпорядження інспекції підводних човнів. У лютому 1919 року вступив в 3-тю морську бригаду Вільфріда фон Левенфельда в якості командира роти штурмового батальйону. В листопаді 1919 року переданий в розпорядження комендатури Кіля. 7 січня 1920 року прийнятий в рейхсмаріне і призначений прапор-лейтенантом та заступником командира півслотилії 1-ї балтійської флотилії тральщиків. З 16 жовтня 1920 року — ад'ютант з перевірки системи освіти ВМФ. 10 травня 1920 року переданий в розпорядження військово-морської станції «Остзе» і 31 липня був звільнений у відставку.
ПІсля звільнення зайнявся торгівлею з Південною Америкою. В 1923 році емігрував в Колумбію і став успішним скотарем і кавовим плантатором. Він вклав зароблене багатство в платину і в 1939 році повернувся в Німеччину. Наступного року придбав маєток Віттенгаген в Фельдбергер-Зеенландшафті, незабаром — ще й сусіднє володіння Конов.
1 серпня 1939 року переданий в розпорядження крігсмаріне. З 14 вересня по 12 жовтня 1939 року — командир мінного загороджувача «Ганзейське місто Данциг», після чого знову переданий в розпорядження ВМС. Після окупації Франції 1 липня 1940 року Меллентіну було доручено сформувати Атлантичну флотилію форпостенботів. З 26 липня 1940 року — референт в штабі начальника морського транспорту. З 1 січня 1941 року — начальник штабу військово-морського арсеналу Готенгафена. 31 грудня 1942 року звільнений у відставку.
У квітні 1945 року разом з дружиною Софі втік від наступаючих радянських військ зі свого маєтку в Гамбург. У 1950 році разом з сім'єю переїхав в Колумбію, де купив асьєнду Толу і знову зайнявся скотарством. В 1960 році повернувся в Німеччину, де й помер.

## Спадок
Згідно з заповітом, Меллентіна поховали на березі Балтійського моря біля Кілю, а його маєток Віттенгаген і володіння Конов перейшли дружині.
У Гайкендорфі стоїть меморіал на честь 30 000 підводників, загиблих в обох світових війнах, побудований з ініціативи Меллентіна.

## Звання
- Морський кадет (1 квітня 1906)
- Фенріх-цур-зее (6 квітня 1907)
- Лейтенант-цур-зее (30 вересня 1909)
- Оберлейтенант-цур-зее (19 вересня 1912)
- Капітан-лейтенант (13 липня 1916)
- Корветтен-капітан запасу (31 липня 1922)
- Фрегаттен-капітан запасу (27 серпня 1939) — підвищений з нагорди 25-ї річниці битви під Танненбергом.
- Фрегаттен-капітан (20 серпня 1940)

## Нагороди
- Залізний хрест 2-го і 1-го класу
- Орден «Османіє» (Османська імперія; 12 березня 1915)
- Галліполійська зірка (Османська імперія)
- Срібна медаль «Імтіяз» з шаблями (Османська імперія)
- Бронзова медаль «За військові заслуги» (Австро-Угорщина)
- Хрест «За військові заслуги» (Австро-Угорщина) 3-го класу з військовою відзнакою
- Хрест «За військові заслуги» (Мекленбург-Шверін)
- Королівський орден дому Гогенцоллернів, лицарський хрест з мечами (22 квітня 1917)
- Pour le Mérite (25 лютого 1918)
- Почесний хрест ветерана війни з мечами